# Crown Confectionery
Crown Confectionery é um conglomerado sul coreano que atua no ramo alimentício.

## História
Estabelecido em 1947, ganhou popularidade com os biscoitos Sando e Big Pie..